# 格拉比納
50°1′54″N 24°48′50″E / 50.03167°N 24.81389°E
格拉比納（烏克蘭語：Грабина），是烏克蘭西部的村莊，隸屬利維夫州的佐洛奇夫區。該村面積0.42平方公里，海拔高度249米，2001年人口68，人口密度每平方公里161.9人。